# تابع دیریکله
تابع دیریکله تابعی است که در سال ۱۸۲۹ توسط ریاضیدان آلمانی، یوهان پتر گوستاف لوژون دیریکله معرفی شد و چنین تعریف می‌شود:
اگر {\displaystyle f\colon \mathbb {R} \mapsto \{0,1\}} آنگاه
{\displaystyle f(x):={\begin{cases}1,&x\in \mathbb {Q} ,\\0,&x\in (\mathbb {R} -\mathbb {Q} ).\end{cases}}}
یعنی اگر x عددی گویا باشد، مقدار تابع دیریکله ۱ و اگر x عددی گنگ باشد، مقدار تابع دیریکله ۰ خواهد شد. از جمله ویژگی‌های مهم تابع دیریکله این است که در هیچ نقطه‌ای از {\displaystyle \mathbb {R} } (اعداد حقیقی) پیوسته نمی‌باشد. این تابع همچنین در هیچ نقطه و بازه‌ای دارای حد و انتگرال‌پذیر نمی‌باشد. به این ترتیب نموداری از آن نمی‌توان رسم کرد.

## اثبات ناپیوستگی تابع دیریکله
ادعا می‌کنیم که تابع دیریکله در هیچ نقطه‌ای از {\displaystyle \mathbb {R} } پیوسته نیست.
اگر c عددی گویا باشد، فرض می‌کنیم (xn) دنباله‌ای از اعداد گنگ باشد که به c همگراست. چون به ازای هر {\displaystyle n\in \mathbb {N} }،‏ f(xn) = ۰، داریم lim(f(xn)) = ۰ در حالی که f(c) = ۱. بنابراین f در عدد گویای c پیوسته نیست.
از طرفی دیگر، اگر b یک عدد گنگ باشد، فرض می‌کنیم (yn) دنباله‌ای از اعداد گویا باشد که به b همگراست. چون به ازای هر {\displaystyle n\in \mathbb {N} }،‏ f(yn) = ۱، داریم lim(f(xn)) = ۱ در حالی که f(b) = ۰. بنابراین f در عدد گنگ b پیوسته نیست.

## تابع ناپیوسته در همه جا
در ریاضیات، یک تابع ناپیوسته در همه جا، که یک تابع همه جا ناپیوسته نیز خوانده می‌شود، یک تابع است که در هر نقطه‌ای از دامنه اش پیوسته نیست. اگر f یک تابع از اعداد حقیقی باشد، آنگاه (f(x در هیچ نقطه‌ای پیوسته نخواهد بود اگر برای هر x یک ε > ۰ وجود داشته باشد به طوری که برای هر δ > ۰ بتوانیم یک y پیدا کنیم به طوری که
|x − y| < δ and |f(x) − f(y)| ≥ ε
اهمیت این عبارت در این است که بدون توجه به اینکه ما به یک نقطه ثابت چقدر نزدیک هستیم، نقاطی نزدیکتر به نقطه مورد نظر وجود دارند به طوری که در آن نقاط تابع هیچ همسایگی ندارد.
تعریف کلی تر این نوع توابع را می‌توان با جایگرینی تابع فاصله به جای مقدار مطلق در یک فضای متری، یا با استفاده از تعریف پیوستگی در یک فضای توپولوژیک بدست آورد.
مثالی از چنین توابعی تابع شاخص اعداد گویا هستند، که با تابع دیریکله هم شناخته می‌شوند. این نام گذاری پس از مرگ پیتر گوستاو لژیون دیریکله ریاضیدان آلمانی انجام شد. این تابع به صورت IQ نوشته می‌شود و دارای دامنه و هم دامنه‌ای برابر با اعداد حقیقی هستند. (IQ(x برابر ۱ است اگر x یک عدد گویا باشد و برابر ۰ است اکر x گویا نباشد. اگر در یک سری همسایگی‌ها در y به تابع نگاه بیندازیم، به دو مورد برخورد می‌کنیم:
- اگر y گویا باشد، آنگاه f(y) = ۱. برای اینکه نشان دهیم این تابع در y پیوسته نیست، نیاز به یافتن یک ε داریم به طوری که بدون توجه به اینکه δ چقدر کوچک انتخاب شود، یک نقطه مانند z در فاصله δ از y وجود دارد به طوری که (f(z در داخل محدوده با فاصله ε از f(y) = ۱ قرار نمی‌گیرد. در واقع ۱/۲ یک چنین عددی است. از آنجا که اعداد ناگویا بر روی اعداد حقیقی مجموعه متراکم به حساب می‌آیند، بدون توجه به δ انتخاب شده، می‌توانیم یک z ناگویا در فاصله δ از y و پیدا کنیم، و f(z) = ۰ حداقل به اندازه ۱/۲ از ۱ فاصله دارد.
- اگر y ناگویا باشد، آنگاه f(y) = ۰. عیناً، می‌توانیم ε = ۱/۲ را انتخاب کنیم، و حال، از آنجا که اعداد گویا بر روی اعداد حقیقی فشرده هستند، می‌توانیم یک z را به گونه‌ای انتخاب کنیم که یک عدد گویا باشد و به اندازه کافی به y نزدیک باشد. بدین صورت، f(z) = ۱ بیشتر از ۱/۲ با f(y) = ۰ فاصله دارد. به عبارت ساده‌تر، بین هر دو عدد ناگویا، یک عدد گویا وجود دارد و بالعکس.

تابع دیریکله را می‌توان به صورت یک حد مقطه‌ای دوگانه یک توالی از توابع پیوسته بازسازی کرد:
{\displaystyle f(x)=\lim _{k\to \infty }\left(\lim _{j\to \infty }\left(\cos(k!\pi x)^{2j}\right)\right)}
که j و k اعداد صحیح هستند.
این نشان می‌دهد که تابع دیریکله یک تابع بیر کلاس ۲ است. این تابع نمی‌تواند تابع بیر کلاس ۱ باشد زیرا یک تابع بیر کلاس ۱ تنها می‌تواند بر روی یک مجموعه محدود ناپیوسته باشد.
در حالت کلی، اگر E زیرمجموعه‌ای از فضای توپولوژیک X باشدبه طوری که هر دوی E و مکمل E چگال باشند، آنگاه تابع با مقدار حقیقی که مقدار ۱ را بر روی E و ۰ را بر روی مکمل E برمی‌چیند، هیچ جا پیوسته نخواهد بود. توابعی از این دست اصولاً توسط دیریکله مورد بررسی قرار گرفتند.

## یادداشت
1. ↑  بنابر نتیجه‌ای از قضیه چگالی که بیان می‌کند: «اگر x و y دو عدد حقیقی با شرط x<y باشند، آنگاه عددی گنگ مانند z وجود دارد که x<z<y‏»، چنین دنباله‌ای وجود دارد.
2. ↑  بنابر قضیه چگالی که بیان می‌کند: «اگر x و y دو عدد حقیقی با شرط x<y باشند، آنگاه عددی گویا مانند r وجود دارد که x<r<y‏»، چنین دنباله‌ای وجود دارد.